# Francesc Mirambell i Giol
Francesc Mirambell i Giol (Santa Coloma Sasserra, corregiment i diòcesi de Vic, 1 d'abril de 1761 - Prats de Lluçanès, 24 de desembre de 1822) fou un religiós, lexicògraf i historiador, acadèmic de la Reial Acadèmia de la Història, de la Reial Acadèmia de Ciències i Arts de Barcelona i de l'Acadèmia de Bones Lletres de Barcelona.
Nasqué a la casa Solar de Mirambell de la parròquia de Santa Coloma Sasserra. Feta la seva carrera literària a les escoles Pies de Moià, universitat de Cervera i seminari conciliar de Vic, es va ordenar a títol de patrimoni, i amb obligació de servir de vicari. Ho fou a les parròquies de Campdevànol i Sant Hipòlit de Voltregà fins a l'any de 1789, en què havent fet oposició a capellà fou proveït per al de Sant Martí Sesgueioles en 17 de març del mateix any, i posteriorment en el de Sant Vicenç de Prats de Lluçanès a 24 d'abril de 1804, en el qual va morir.
Va publicar en 1798 el «Mapa de S. Martin Sesgleyolas», amb la seva explicació i dos documents inèdits. Es va imprimir a la
Universitat de Cervera. En 1813 el «Anocujeni o Alfabeto reformado universal» a la impremta de Trullas de Manresa el 1817, el mateix «Alfabeto» compendiat, imprès en aquesta, i poc després el «Alfabeto de comparación Hebreo Catalán-Castellano» a la impremta de Núñez de Madrid.
Va deixar manuscrits i en esborrany una infinitat de quaderns i entre ells els següents:
- «Alfabeto Griego-Latino-Catalan»
- «Reflexiones paleográficas», acompanyades de dotze làmines amb la seva explicació, en la qual es impugna la paleografia del Pare Merino: les làmines estan gravades per ell mateix. Es troben distingides segle per segle les lletres o caràcters que es van usar a Catalunya des del segle viii fins al XVII, amb exemplars trets de les escrivanies o arxius que s'expressen en les mateixes taules per a justificació de l'obra.
- «Apuntes históricos de la iglesia del Estany» i el «Catálogo de sus priores y abades». «Clave de las abreviaturas antiguas».
- «Palabras antiguas catalanas» extretes de les corts de Barcelona, celebrades pel rei catòlic, i impreses a Barcelona
- «Catálogo de los señores de Llussá». Memòries i notes històriques de la vila de Prats de Lluçanès i de Santa Maria de Lluçà.
- Correspondència amb D. Joan Francesc de Masdeu, on intenta provar que la capital del convent «Lucense» no és Lugo de Galícia, sinó Lluçà de la diòcesi i corregiment de Vic.
- «Noticias de monedas de Cataluña».
- «Aparato de instrucciones para los que se dedican a la lectura de letras antiguas».